# Psammorpha lawrencei
Psammorpha lawrencei är en skalbaggsart som beskrevs av Zdzisława Stebnicka 1994. Psammorpha lawrencei ingår i släktet Psammorpha och familjen Aphodiidae. Inga underarter finns listade i Catalogue of Life.